# Sun Yueyang
Sun Yueyang (27 de junho de 2000) é um automobilista chinês. Em abril de 2016, Yueyang foi confirmado como parte da Renault Sport Academy, o programa de jovens pilotos da equipe Renault de Fórmula 1. Ele deixou este programa da Renault em 2018.